# Equazione di Helmholtz
In analisi matematica, l'equazione agli autovalori del laplaciano si chiama equazione di Helmholtz.
Si tratta di un'equazione differenziale alle derivate parziali ellittica del secondo ordine a cui si può arrivare in alcuni casi per esempio dall'equazione delle onde: in questo caso permette di ricavare rapidamente la relazione di dispersione. Altri casi notevoli in cui l'equazione agli autovalori del laplaciano è uno strumento utile sono l'equazione della diffusione e le equazioni ellittiche del secondo ordine. Anche la teoria della trave elastica, e in particolare i problemi di carico di punta secondo Eulero sono riconducibili a casi pratici dell'equazione di Helmholtz.
Molte funzioni speciali sono ottenute cercando soluzioni dell'equazione di Helmholtz con il metodo di separazione delle variabili in coordinate curvilinee. Alcuni esempi sono le armoniche cilindriche, le funzioni paraboliche del cilindro e le armoniche sferiche.
Eisenhardt dimostrò nel 1934 che esistono solamente undici sistemi di coordinate curvilinee che permettono di trovare soluzioni dell'equazione di Helmholtz con il metodo di separazione delle variabili.

## Definizione
Si parte chiedendosi quali siano gli autovalori del laplaciano. Impostiamo un'equazione con il carattere di seconda potenza del laplaciano anche nella forma cercata per l'autovalore:
{\displaystyle -\nabla ^{2}f=\lambda ^{2}f},
dove {\displaystyle \nabla ^{2}} è l'operatore di Laplace, e agli autovalori {\displaystyle \lambda } si attribuisce un nome diverso a seconda dei contesti fisici originari: se l'equazione agli autovalori viene separata dall'equazione delle onde, l'autovalore viene solitamente chiamato vettore d'onda, e indicato con la lettera {\displaystyle k}. Per esempio, nel caso invece l'equazione agli autovalori venga isolata dalla equazione della linea elastica o della diffusione, l'autovalore può essere chiamato curvatura (bending) e indicato con la lettera {\displaystyle b}.
Questa viene definita equazione di Helmholtz, in forma canonica.
Si può vedere l'equazione di Helmholtz come un'equazione agli autovalori del laplaciano, e le soluzioni dell'equazione di Helmholtz come le autofunzioni del laplaciano.

## Esempio notevole: onde
Il procedimento per risolvere l'equazione di Helmholtz consiste nel sostituire il laplaciano con un semplice scalare (Es un set di scalari) in una equazione più articolata, in modo da dividerla in due parti più semplici.
L'equazione di propagazione delle onde è di solito il primo caso notevole:
{\displaystyle \left(\nabla ^{2}-{\frac {1}{c^{2}}}{\frac {\partial ^{2}}{\partial {t}^{2}}}\right)f(\mathbf {r} ,t)=0}
in cui il Laplaciano per le onde fisiche rappresenta una derivata nelle dimensioni spaziali. In questo modo l'equazione diventa semplicemente:
{\displaystyle \left(k^{2}-{\frac {1}{c^{2}}}{\frac {\partial ^{2}}{\partial {t}^{2}}}\right)f(\mathbf {r} ,t)=0}
In questo caso delle onde, si vede subito che nell'equazione residua alla separazione delle variabili: non compare infatti più alcun termine di derivazione spaziale. Allora si può pensare di dividere in due componenti anche la funzione oltre all'equazione:
{\displaystyle f(\mathbf {r} ,t)=R(\mathbf {r} )\,T(t)}
In questo modo la componente spaziale della funzione è legata all'equazione di Helmholtz, mentre la componente temporale rimane legata all'equazione residua, che è semplicemente una equazione differenziale ordinaria:
{\displaystyle {\begin{cases}\left(k^{2}-{\frac {1}{c^{2}}}{\frac {d^{2}}{d{t}^{2}}}\right)T(t)=0\\\nabla ^{2}R(\mathbf {r} )=k^{2}R(\mathbf {r} )\end{cases}}}
Separando gli autovalori "alla Helmholtz" anche dell'operatore di derivata temporale, chiamato pulsazione, si separa a sua volta l'equazione residua in due componenti: una equazione di Helmholtz in una sola variabile (quella temporale), che non esplicitiamo per brevità, e il residuo, che è la relazione di dispersione associata all'equazione delle onde:
{\displaystyle k^{2}-{\frac {\omega ^{2}}{c^{2}}}=0}
ovvero la relazione tra vettore d'onda e pulsazione:
{\displaystyle k={\frac {\omega }{c}}}
Insomma, il metodo di separazione dell'equazione di Helmholtz equivale in questo caso a sostituire ciascun operatore di derivata seconda con uno scalare corrispondente al quadrato.

## Soluzioni armoniche
Le soluzioni dell'equazione di Helmholtz hanno la forma:
{\displaystyle A(\mathbf {r} )=C_{1}e^{i\mathbf {k} \cdot \mathbf {r} }+C_{2}e^{-i\mathbf {k} \cdot \mathbf {r} }}
Tale espressione corrisponde alla soluzione armonica:
{\displaystyle T(t)=D_{1}e^{i\omega t}+D_{2}e^{-i\omega t}}
dove {\displaystyle C} e {\displaystyle D} sono costanti complesse arbitrarie che dipendono dalle condizioni al contorno e iniziali. L'uguaglianza è inoltre soggetta alla relazione di dispersione:
{\displaystyle k=|\mathbf {k} |={\omega  \over c}}
La soluzione temporale è quindi una combinazione lineare di seni e coseni, mentre quella spaziale dipende dalle condizioni al contorno.